# Liste der Weihbischöfe im Melkitischen Patriarchat von Antiochia
Den  Weihbischöfen im Melkitischen Patriarchat von Antiochien wurden, in einigen Fällen, auch das Amt eines Patriarchalvikars über das Erzbistum Alexandria, Erzbistum Jerusalem oder Erzbistum Damaskus übertragen. 
Nachfolgend eine Aufstellung von namentlich bekannten Weihbischöfen:
- 20. Juni 1927–11. März 1965

Dionisio Kfoury BS, Titularerzbischof von Tarsus dei Greco-Melkiti
- 13. März 1943–27. April 1985

Pierre Kamel Medawar SMSP, Titularbischof von Pelusium dei Greco-Melkiti
- 24. Dezember 1961–6. März 1968

Néophytos Edelby BA, Titularerzbischof von Edessa in Osrhoëne dei Greco-Melkiti
- seit 30. Juli 1965

Hilarion Capucci BA, Titularerzbischof von Caesarea in Palaestina dei Greco-Melkiti
- 30. Juli 1965–3. November 1984

Nicolas Hajj SDS, Titularerzbischof von Damiata dei Greco-Melkiti
- 9. September 1968–27. Februar 1988

Boutros Raï BA, Titularerzbischof von Edessa in Osrhoëne dei Greco-Melkiti
- 16. August 1971–7. Februar 1978

Elias Nijmé BA, Titularerzbischof von Palmyra dei Greco-Melkiti
- 7. Februar 1978–11. August 2006

François Abou Mokh BS, Titularerzbischof von Palmyra dei Greco-Melkiti, Weihbischof und Kurienbischof
- 19. August 1980–17. November 2006

Jean Mansour SMSP, Titularerzbischof pro hac vice von Apamea in Syria dei Greco-Melkiti
- seit 22. Juni 2001

Joseph Jules Zerey, Titularerzbischof von Damiata dei Greco-Melkiti
- seit 22. Juni 2001

Salim Ghazal BS, Titularerzbischöfe von Edessa in Osrhoëne dei Greco-Melkiti
- 22. Juni 2001–2007

Joseph Absi SMSP, Titularerzbischof von Tarsus dei Greco-Melkiti
- 11. November 2006 – 21. Juni 2014

Michel Abrass BA, Titularerzbischof von Myra dei Greco-Melkiti
- seit 25. Juni 2022

Jean-Marie Chami, Titularbischof von Tarsus dei Greco-Melkiti